# Charnay-lès-Mâcon
Charnay-lès-Mâcon is een gemeente in het Franse departement Saône-et-Loire (regio Bourgogne-Franche-Comté). De gemeente telde 8.154 inwoners op 1 januari 2022. De plaats maakt deel uit van het arrondissement Mâcon.

## Geschiedenis
In de 10e eeuw werd een kapittelkerk geopend in Charnay. Deze werd in de eerste helft van de 12e eeuw vervangen door een romaanse kerk gewijd aan Sint-Pieter. In de 16e eeuw werd de kerk aan Maria Magdalena gewijd. De Sainte-Madeleine werd sterk verbouwd in de 17e en de 19e eeuw. In 1837 werd de klokkentoren gebouwd.
De landbouwgemeente, gericht op de wijnbouw, is door de nabijheid van Mâcon, vastgegroeid aan de stedelijke agglomeratie van die stad. Het westen van de gemeente heeft wel nog zijn landelijk karakter behouden.

## Geografie
De oppervlakte van Charnay-lès-Mâcon bedroeg op 1 januari 2022 12,56 vierkante kilometer; de bevolkingsdichtheid was toen 649,2 inwoners per km². De gemeente heeft verschillende gehuchten en wijken: Bioux, Levigny, Malcus, Moulin de Balme, Moulin du Pont, Saint-Léger, Saint-Martin-des-Vignes en Verneuil.
De autosnelweg A6 loopt door de gemeente.
De onderstaande kaart toont de ligging van Charnay-lès-Mâcon met de belangrijkste infrastructuur en aangrenzende gemeenten.

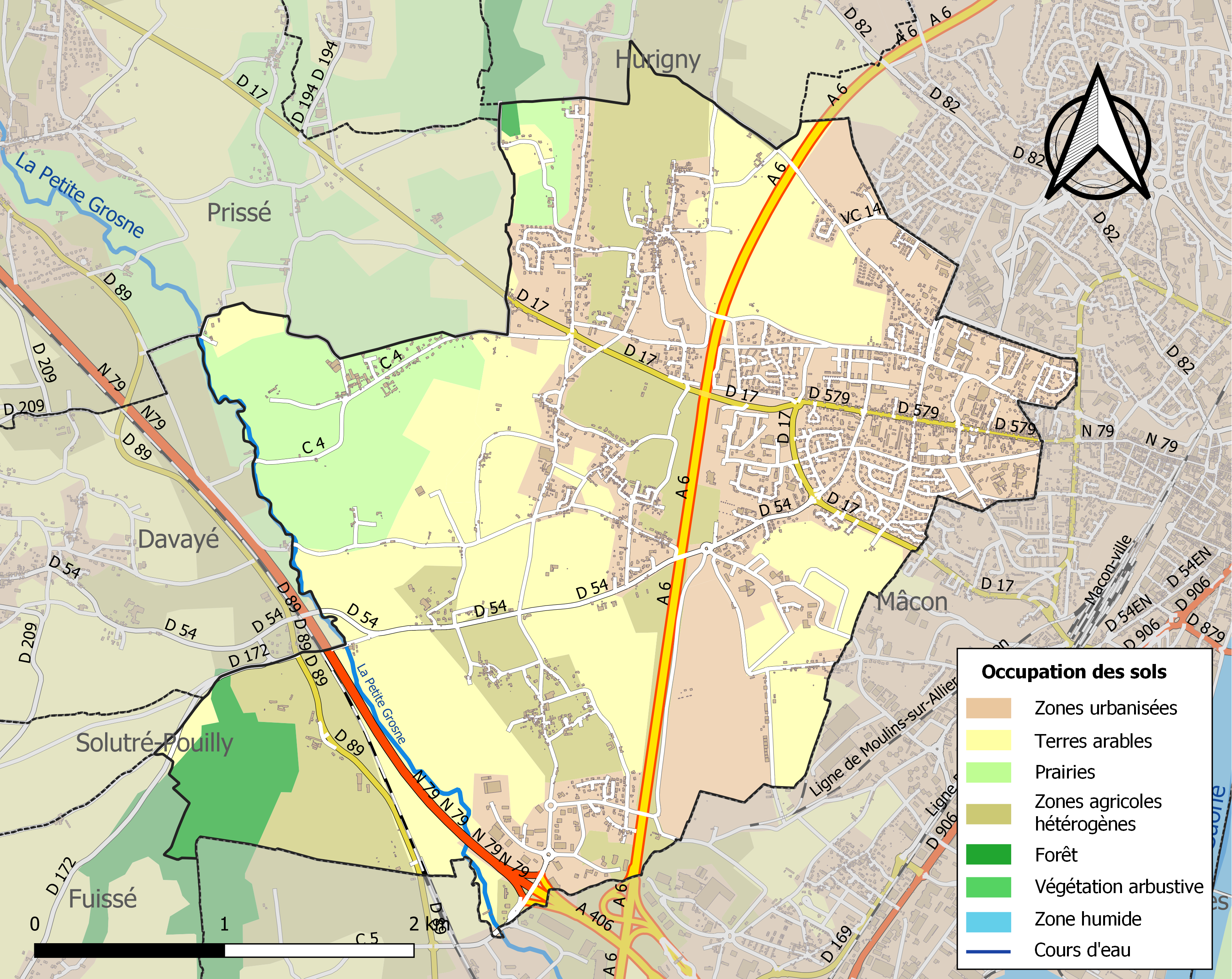

## Demografie
Onderstaande figuur toont het verloop van het inwonertal (bron: INSEE-tellingen).